# Liobagrus nigricauda
Liobagrus nigricauda är en fiskart som beskrevs av Regan, 1904. Liobagrus nigricauda ingår i släktet Liobagrus och familjen Amblycipitidae. IUCN kategoriserar arten globalt som starkt hotad. Inga underarter finns listade i Catalogue of Life.